# Bahnhof Eemshaven

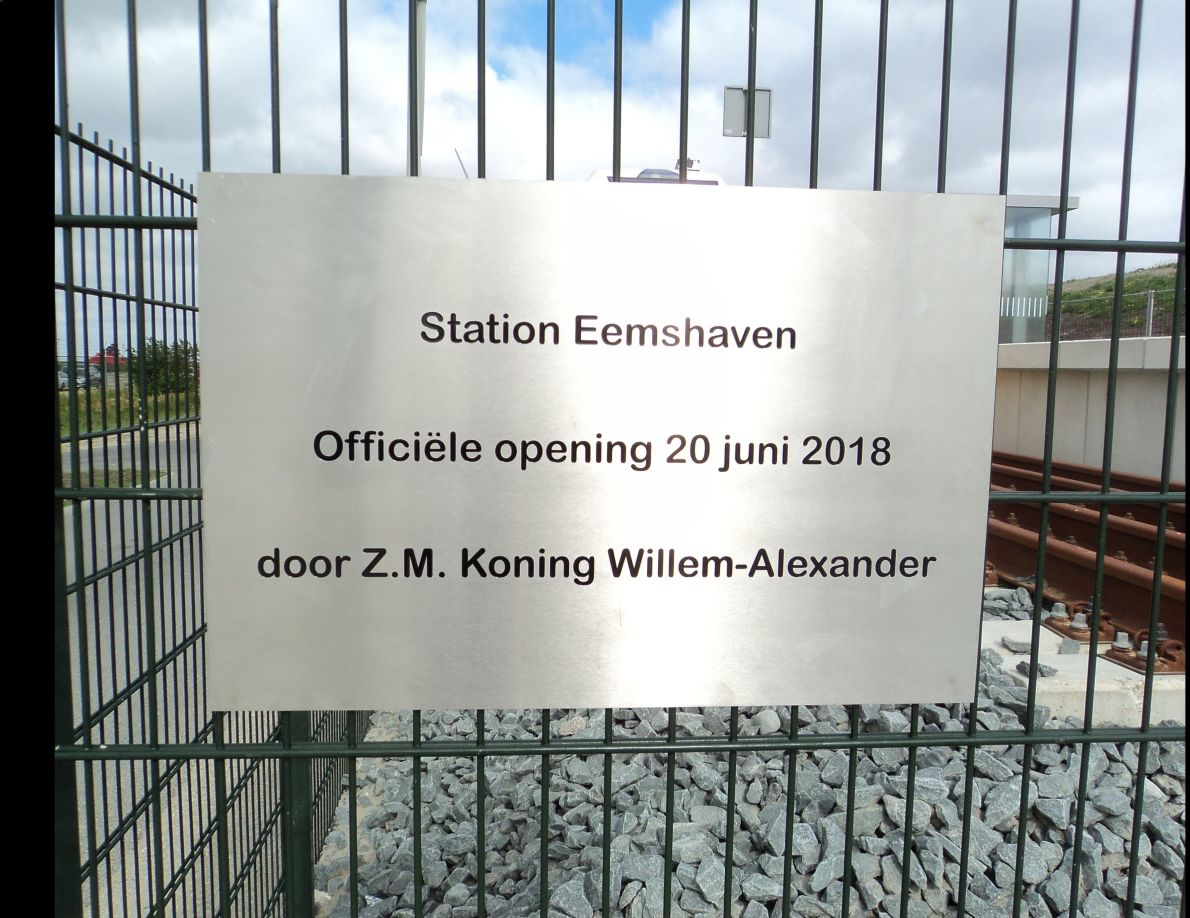
Erinnerungsplakette zur Einweihung

Der Bahnhof Eemshaven ist ein Kopfbahnhof und hat den Status eines Haltepunktes. Er liegt am nördlichen Ende des gleichnamigen Hafen- und Industriegebietes an der Emsmündung in der niederländischen Provinz Groningen und ist der nördlichste Bahnhof der Niederlande.

## Geschichte
Der Bahnhof wurde durch die Verlängerung einer eingleisigen Bahnstrecke über Roodeschool hinaus, angeschlossen. Die neue Gleisstrecke für den Personenverkehr beträgt 3 km, jedoch konnten dazu 4,3 km bereits für den Güterverkehr vorhandenes Gleis nach Anpassung integriert werden. Am 28. März 2018 wurde er für den Verkehr freigegeben. Bahnstrecke und Bahnhof wurden am 20. Juni 2018 durch König Willem-Alexander im Rahmen einer niederländisch-deutschen Zeremonie eingeweiht.

## Einbindung in das bestehende Streckennetz und Bedeutung
In Roodeschool wurde zunächst zusätzlich zum vorhandenen Kopfbahnhof in der Ortsmitte am westlichen Ortsrand ein neuer Durchgangsbahnhof für die Bahnstrecke Sauwerd–Roodeschool errichtet und nach Eröffnung der alte Bahnhof Anfang 2018 stillgelegt.
Wirtschaftliche Bedeutung hat der Bahnhof Eemshaven vor allem als Übergangspunkt zum Fährverkehr nach Borkum, er liegt gegenüber Terminal und Anlegestelle der Reederei AG Ems. Das Bauvorhaben wurde entsprechend auch von deutscher Seite politisch und finanziell mit vorangetrieben, die Kosten betrugen 28,5 Millionen Euro.
Während es aktuell täglich 1–8 Zugpaare zum Anschluss an den Fährverkehr gibt, ist werktäglich zukünftig ein Halbstundentakt vorgesehen, wie er bis Roodeschool durchgeführt wird. Eine Anbindung von Eemshaven an das niederländische Intercity-Netz ist angedacht, um eine ähnliche Erreichbarkeit zur Fähre nach Borkum wie in Emden anzubieten. Die Bahnstation Eemshaven ist baulich bereits darauf ausgelegt.

## Streckenverbindungen
Im Jahresfahrplan 2022 halten folgende Linien am Bahnhof Eemshaven:
| Zugtyp             | Linienverlauf                         | Frequenz     |
| ------------------ | ------------------------------------- | ------------ |
| Stoptrein (Arriva) | Groningen – Roodeschool (– Eemshaven) | 2–4× täglich |